# Hormuška ožina
Hormuška ožina, perzijsko تنگهٔ هُرمُز, latinizirano: Tangeh-ye Hormoz, arabsko مَضيق هُرمُز, latinizirano: Maḍīq Hurmuz, je ozek pas Indijskega oceana med Omanskim zalivom na jugovzhodu in Perzijskim zalivom na jugozahodu. To je edini izhod iz Perzijskega zaliva na odprto morje in ena svetovno najpomembnejših strateških ožin. Severna obala ožine pripada Iranu, južna pa Združenim arabskim emiratom in Omanu (eksklava Musandam). Ožina je dolga približno 167 km, širina pa se spreminja od približno 96 km do 39 km.
Skozi ožino gre tretjina svetovnega utekočinjenega zemeljskega plina in skoraj 25 % celotne svetovne porabe nafte, zaradi česar je zelo pomembna strateška lokacija za mednarodno trgovino. Tako je že stoletja; njegovo obsežno zaledje je bilo bogato z luksuznim trgovskim blagom brez lahkega dostopa do donosnih trgovskih pristanišč. Baburjevi spomini pripovedujejo, kako so morali mandlje prenašati iz oddaljene regije Fergana v Hormuz, da so prispeli na trg.

## Razlaga izvora besede
Perzijski zaliv je opisan v prvem pomorskem vodniku iz 1. stoletja Plovba po Eritrejskem morju ali Plovba po Rdečem morju (grško Περίπλους τῆς Ἐρυθράς Θαλάσσης, latinizirano: Periplus Maris Erythraei), a ožina ni poimenovana. Vodnik je bil napisan v grškem jeziku in opisuje plovbo in trgovinske možnosti od rimsko-egipčanskih pristanišč, kot je Berenika (angleško Berenice) ali Berenice Troglodytica, starodavno pristanišče v Egiptu na zahodni obali Rdečega morja, 825 km južno od Sueza in 260 km vzhodno od Asuana in drugih pristanišč vzdolž obale Afriškega roga do Sindha (znan kot Mehran) v Pakistanu in jugozahodne Indije. Besedilo naj bi nastalo med 1. in 3. stoletjem našega štetja, a najverjetneje je iz sredine 1. stoletja našega štetja. Čeprav je avtor neznan, je jasno, da je to napisal nekdo, ki je zelo dobro poznal to območje in je enkraten pogled o tem, kaj je starodaven evropski svet vedel o deželah okrog Indijskega oceana.
Eritrejsko morje (grško Ἐρυθρά Θάλασσα) dobesedno pomeni 'rdeče morje'. Za Grke je to morje vključevalo Indijski ocean in Perzijski zaliv.
Od 10. do 17. stoletja je bilo v Perzijskem zalivu kraljestvo Hormuz (Ormus (tudi Ohrmuzd, Hormuz ali Ohrmazd, portugalsko Ormuz), po katerem ima najbrž ožina ime, in se je raztezalo do Hormuške ožine. Ustanovili so ga arabski princi v 10. stoletju, leta 1262 ga je začela nadzirati Perzija, nato pa Portugalci.
Kraljestvo je dobilo ime po pristaniškem mestu, ki je bilo tudi glavno mesto. V tistem času je bilo eno najpomembnejših pristanišč na Srednjem vzhodu, saj je imelo nadzor nad pomorskimi trgovinskimi potmi po Perzijskem zalivu v Indijo in Vzhodno Afriko ali Afriški rog. Verjetno je bilo pristanišče na otoku Hormuz, blizu današnjega sodobnega mesta Bandar Abas.
Ime pristanišča, otoka in kraljestva je iranskega izvora in je verjetno povezano z imenom zoroastrskega boga, to je Ahura Mazda, v pahlaviju: Ohrmazd, v manihejski srednji perzijščini: Hirmiz in novi perzijščini: Hormoz.
Jodocus Hondius na svojem zemljevidu Osmanskega cesarstva iz leta 1606 označuje ožino Basora fretum ('ožina Basra').

## Plovba
Ladje plujejo po zalivu po posebnem načrtu, ki je bil pripravljen zato, da bi se izognili trčenju ladij: tiste, ki priplujejo, morajo po eni progi, tiste, ki izplujejo, po drugi, vsaka je široka dve morski milji. Progi sta ločeni z dve milji širokim delom v sredini.
Za prečkanje ožine morajo ladje pluti po teritorialnem morju Irana in Omana, pri čemer morajo upoštevati Konvencijo Združenih narodov o pravu morja (United Nations Convention on the Law of the Sea, UNCLOS, 1982). Tudi države, ki je niso ratificirale, med njimi Združene države Amerike, upoštevajo pravila plovbe, določene v konvenciji.
Aprila 1959 je Iran spremenil pravni status ožine tako, da je svoje teritorialno morje razširil na 12 nmi (22 km) in izjavil, da bo priznal le tranzit z neškodljivim prehodom skozi novo razširjeno območje. Julija 1972 je tudi Oman z odlokom razširil svoje teritorialno morje na 12 nmi (22 km). Tako so do sredine leta 1972 Hormuško ožino popolnoma 'zaprle' združene teritorialne vode Irana in Omana. V 1970-ih niti Iran niti Oman nista poskušala ovirati prehoda vojaških ladij skozi ožino, v 1980-ih pa sta obe državi uveljavljali zahteve, ki so bile drugačne od običajnega (starega) prava. Ob ratifikaciji UNCLOS avgusta 1989 je Oman predložil izjave, ki potrjujejo njegov kraljevi odlok iz leta 1981, da je skozi njegovo teritorialno morje dovoljen le neškodljiv prehod. Izjave so nadalje trdile, da je bilo potrebno predhodno dovoljenje, preden so lahko tuje vojaške ladje plule skozi omanske ozemeljske vode. Ob podpisu konvencije decembra 1982 je Iran podal izjavo, v kateri je navedeno, »da so samo države pogodbenice konvencije o pomorskem pravu upravičene do pogodbenih pravic, ki izhajajo iz te konvencije«, vključno s »pravico do tranzitnega prehoda skozi ožine, ki se uporabljajo za mednarodne plovbe«. Maja 1993 je Iran uveljavil obsežen zakon o morskih območjih, katerega več določb je v nasprotju z določbami UNCLOS, vključno z zahtevo, da vojaške ladje, podmornice in ladje na jedrski pogon pridobijo dovoljenje, preden izvajajo neškodljiv prehod skozi iranske teritorialne vode. Združene države ne priznavajo nobene od trditev Omana in Irana in so izpodbijale vsako od njih.
Oman ima radarsko mesto Link Quality Indicator (LQI) za spremljanje TSS v Hormuški ožini. To mesto je na majhnem otoku na vrhu province Musandam.

## Statistični podatki o prometu
Energetski informacijski podatki, ZDA (U. S. Energy Information Administration) iz leta 2011 kažejo, da iz Perzijskega zaliva pluje povprečno v enem dnevu skozi Hormuško ožino 14 tankerjev s 17 milijoni sodov nafte. To je 35 odstotkov svetovne nafte, ki se prevaža po morju, in 20 odstotkov vse svetovne nafte. Po tem poročilu več kot 85 odstotkov te nafte izvozijo na azijski trg, na Japonsko, Indijo, Južno Korejo in Kitajsko.
Poročilo Centra za strateške in mednarodne študije (Center for Strategic and International Studies) iz leta 2007 pa navaja, da tankerji dnevno prepeljejo 17 milijonov sodov iz Perzijskega zaliva, kar je 40 odstotkov svetovne nafte. 

## Letalska nesreča 3. 7. 1988
3. 7. 1988 je bila v Hormuški ožini ena najspornejših letalskih nesreč v zgodovini. Mornarica ZDA je z vodenim izstrelkom s križarke Vincennes (USS Vincennes) zadela iransko potniško letalo Airbus A300 (Iran Air let 655): vseh 290 potnikov je umrlo, med njimi 66 otrok.

## Alternativne ladijske poti
Junija 2012 je Saudova Arabija ponovno odprla iraški naftovod skozi Saudovo Arabijo (IPSA), ki je bil Iraku zasežen leta 2001 in potuje iz Iraka v pristanišče v Rdečem morju. Imel bo zmogljivost 1,65 milijona sodčkov na dan.
Julija 2012 so ZAE začeli uporabljati nov naftovod Habshan–Fujairah od polj Habshan v Abu Dabiju do naftnega terminala Fujairah v Omanskem zalivu, pri čemer dejansko obidejo Hormuško ožino. Ima največjo zmogljivost okoli 2 milijona sodčkov na dan, kar je več kot tri četrtine stopnje proizvodnje ZAE iz leta 2012. ZAE prav tako povečujejo skladiščne in razkladalne zmogljivosti Fujairah. ZAE gradijo največje skladišče surove nafte na svetu v Fujairahu z zmogljivostjo 14 milijonov sodov, da bi povečali rast Fujairaha kot svetovnega naftnega in trgovskega središča. Pot Habshan – Fujairah zagotavlja energetsko varnost ZAE in ima to prednost, da gre za zemeljski transport nafte po naftovodu, ki velja za najcenejšo obliko transporta nafte in tudi zmanjšuje stroške zavarovanja, saj naftni tankerji ne bi več vpluli v Perzijski zaliv.
V članku Foreign Policy iz julija 2012 je Gal Luft primerjal Iran in Hormuško ožino z Osmanskim cesarstvom in Dardanelami, ki so bili pred stoletjem ovira za pošiljke ruskega žita. Navedel je, da napetosti, ki vključujejo Hormuško ožino, tiste, ki so trenutno odvisni od pošiljk iz Perzijskega zaliva, vodijo k iskanju alternativnih ladijskih zmogljivosti. Izjavil je, da Saudova Arabija razmišlja o gradnji novih cevovodov v Oman in Jemen ter da bi lahko Irak oživil opuščeni cevovod Irak–Sirija za pošiljanje surove nafte v Sredozemlje. Luft je izjavil, da zmanjšanje prometa na Hormuzu »predstavlja Zahodu novo priložnost, da poveča svojo trenutno strategijo zadrževanja Irana«.